# 8321 Akim
8321 Akim eller 1977 EX är en asteroid i huvudbältet som upptäcktes den 13 mars 1977 av den rysk-sovjetiske astronomen Nikolaj Tjernych vid Krims astrofysiska observatorium på Krim. Den har fått sitt namn efter Efraim Lazarevitj Akim.
Asteroiden har en diameter på ungefär 10 kilometer och den tillhör asteroidgruppen Eunomia.